# 宋錦成
宋錦成（英語：Addy Sung；?—），藝名「大細眼」（大小眼），亦曾用宋金來、宋萊等藝名，香港電影工作者，主要擔任演員及武術指導，亦曾擔任導演、編劇、監製，亦為粵劇敲擊樂師，香港八和會館會員。

## 家族
宋錦成的父親宋樹芬藝名白醒芬，是粵劇演員及敲擊樂手；兄長宋錦榮是敲擊樂手，曾任雛鳳鳴劇團掌板（敲擊樂領班）；其姊宋鳳英藝名白鳳英，是粵曲歌唱家，擅子喉。宋錦成亦自小跟隨父親學藝，擅長擊鼓。1980年代宋錦成拍攝靈異題材電影時，曾稱父母出身「落鄉戲班」（演出神功戲），均懂茅山術。

## 簡歷
宋錦成1964年以童星身分參與電影《流浪小天使》演出，後隨資深武師陳少鵬習武，1970年代初開始擔任武師與演員，參與作品逾百部，但通常並非重要角色，因其容貌多屬歹角或丑角。在《七百萬元大劫案》一片中被視為主角之一。
他因右眼眼瞼下垂，使兩眼顯得一大一小，因而將此特徵作為藝名「大細眼」（大小眼），有時這名字亦成為其角色名稱。
亦有演出麗的電視之電視劇集，多演CID（便裝偵緝探員），其中以1977年《大丈夫》一劇的演出最受注目。
1970年代後期開始擔任武術指導，主演作品亦增多。1982年末與導演李釗合組金獅影業公司。1980年代末至90年代初嘗試擔任導演、編劇、監製。
香港電影步入低潮後，他返回粵劇界，以本名宋錦成擔任掌板。近年亦協助兒童粵劇培訓。

## 幕前演出作品

### 電影
| 上映年份 | 電影名稱                        | 角色                           |
| -------- | ------------------------------- | ------------------------------ |
| 1964     | 流浪小天使                      |                                |
| 1971     | 惡虎村                          |                                |
| 1973     | 龍爭虎鬥                        |                                |
| 1975     | 中國超人                        |                                |
| 1976     | 天涯·明月·刀                    |                                |
| 1976     | 七百萬元大劫案                  | 大細超（國語：大小眼），劫匪。 |
| 1977     | 發錢寒                          | 殺手                           |
| 1978     | 狗咬狗骨                        | 大細眼，歹徒。                 |
| 1978     | 追                              |                                |
| 1979     | 四大跛拳                        | 王強                           |
| 1979     | 發窮惡                          |                                |
| 1980     | 風塵                            |                                |
| 1980     | 零點三八                        |                                |
| 1980     | 天堂夢                          |                                |
| 1981     | 綫人                            |                                |
| 1982     | 陰忌                            |                                |
| 1983     | 小姐當差                        |                                |
| 1983     | 追鬼七雄                        | 七雄之一                       |
| 1983     | 第一把交椅                      |                                |
| 1986     | Tough Ninja: The Shadow Warrior |                                |
| 1987     | 四大天王                        |                                |
| 1988     | Ninja Phantom Heroes            |                                |
| 1988     | 殺出黃國                        |                                |
| 1992     | 龍之根                          |                                |

### 電影劇
| 年份 | 電視台   | 劇集名稱 | 角色 |
| ---- | -------- | -------- | ---- |
| 1977 | 麗的電視 | 大丈夫   |      |

## 幕後作品
| 上映年份 | 電影名稱 | 職務                 | 備註 |
| -------- | -------- | -------------------- | ---- |
| 1978     | 追       | 武術指導             |      |
| 1979     | 四大跛拳 | 武術指導             |      |
| 1980     | 風塵     | 武術指導             |      |
| 1980     | 零點三八 | 武術指導             |      |
| 1987     | 四大天王 | 導演、編劇、動作導演 |      |
| 1988     | 殺出黃國 | 導演、編劇、動作設計 |      |
| 1991     | 喋血奇兵 | 導演、編劇、動作設計 |      |
| 1992     | 龍之根   | 監製、導演、動作設計 |      |

## 備註
1. ↑  1970年代曾有他生於馬來西亞富裕家庭、兄長是拿督一說[4]，與其他記載有矛盾。

## 外部連結
- 宋錦成在香港影庫上的簡介
- 宋錦成在互联网电影资料库（IMDb）上的資料（英文）
- 宋錦成在豆瓣上的资料（简体中文）